# К'ак'-Їпіій-Чан-Чаак
K'aк'-Їпіій-Чан-Чаак (д/н — 755) — ахав (цар) Саальського царства у 746—755 роках.

## Життєпис
Походив з 2-ї династії Наранхо. Про його батьків та дату народження немає відомостей. Після поразки і загибелі ахава Яш-Майуй-Чан-Чаака у 744 році, зумів посісти трон лише 746 року. Церемонія інтронізація відбулася в день 9.15.15.3.16, 7 Кіб' 14 Яш (19 серпня 746 року).
Із самого початку володарювання знаходився під жорстким контролем володарів Мутульського царства, що відбилося у встановленні лише декількох стел, які були зовнішньою ознакою незалежного правителя. Натепер відомо лише про стелу 20. Основні зусилля K'aк'-Їпіій-Чан-Чаака були спрямовані на відновлення внутрішнього спокою та колишніх меж власне Саальського царства. Брав участь у військових походах в рамках коаліцій на чолі із Мутулєм. Помер він у 755 році.